# Wiluša

Kleinasien im 13. Jahrhundert v. Chr. Die Lage Wilušas und benachbarter Staaten gemäß u. a. Starke und Hawkins

Wiluša ist ein westkleinasiatischer Staat der späten Bronzezeit. Von 1400 v. Chr. bis ins 13. Jahrhundert v. Chr. wird er in hethitischen Texten Wilušiya genannt, was in der Forschung zumeist mit Wiluša gleichgesetzt wird. Wiluša geriet während der Regierungszeit von Muwatalli II. zwischen 1294 und 1272 v. Chr. als Vasallenstaat unter hethitische Oberherrschaft. Aufgrund widersprüchlicher Angaben in hethitischen Schriftquellen ist bis heute umstritten, ob es sich bei Wiluša um das homerische Ilios/Troja handelt und mit spätbronzezeitlichen Siedlungsschichten auf dem Hisarlık Tepe in der Troas in Verbindung gebracht werden kann.

## Einordnung Wilušas in die westkleinasiatische Geographie
Die Lage Wilušas muss an der Lokalisierung anderer Länder orientiert werden, weil für die in Schriftquellen bezeugten hethitischen (Vasallen-)Staaten kaum mehr als individuelle Lagebeziehungen bekannt sind. Letzteres ist auch der Grund, weshalb lange Zeit die Lokalisierung vieler anderer Staaten, Regionen und Orte Kleinasiens unklar und strittig waren und bei vielen immer noch sind. Demzufolge wurden auf Karten zu Kleinasien für die Zeit des Hethiterreichs bis in die 1980er Jahre selbst einige größere Staaten ganz unterschiedlich lokalisiert, siehe dazu auch Hethitische historische Geographie. Ein großer Fortschritt für die Geographie des Südens und Südwestens Kleinasiens stellte 1988 der Fund einer Bronzetafel in der hethitischen Hauptstadt Ḫattuša dar, der durch Heinrich Otten publiziert und ausgewertet wurde. Es handelt sich dabei um die Niederschrift eines Staatsvertrags zwischen dem Großkönig Tudḫaliya IV. und Kurunta von Tarḫuntašša aus der zweiten Hälfte des 13. Jahrhunderts v. Chr. Wichtig für die Rekonstruktion der geopolitischen Situation jener Zeit sind die Informationen zu den Grenzen Tarḫuntaššas, das im Osten an das bereits sicher lokalisierte Kizzuwatna angrenzte, nach Westen an die Lukka-Länder, deren Lage bis dahin strittig war und deren Lokalisierung im westlichen Südkleinasien, ungefähr der antiken Landschaft Lykien entsprechend, nun gesichert ist. Der in diesem Zusammenhang im Staatsvertrag erwähnte Ort Parḫa und der Fluss Kaštariya bzw. deren Gleichsetzung mit der in klassischer Zeit bezeugten Stadt Perge und dem Fluss Kestros sind dabei von großer Bedeutung. Die genannten Identifikationen werden heute von praktisch allen Forschern vertreten.
Durch ein Annalenfragment (wahrscheinlich von Ḫattušili III.), in dem Parḫa als Ausgangspunkt für einen Feldzug nach Lukka dient, ist eine Nähe der beiden Gebiete zusätzlich belegt. Weiter verstärkt wird die Identifizierung Lukkas durch die Hieroglypheninschrift von Yalburt, die von einem Feldzug Tudḫaliyas IV. in die Lukka-Länder handelt und dabei einige Städte erwähnt, die sich problemlos mit Städten des klassischen Lykien identifizieren lassen, so z. B. heth. Wiyanawanda/Winuwanda = Altgriechisch Oinoanda, heth. Awarna = Aramäisch ‘WRN = lyk. Arñna (gr. Xanthos), heth. Talawa = Lykisch Tlawa = Altgriechisch Tlos und einige andere.

## Einordnung Wilušas in die Arzawa-Staaten
Wiluša wird in Schriftquellen zu den (ehemaligen) Arzawa-Ländern gerechnet. Das Arzawa-Reich ist ab dem 15. Jahrhundert v. Chr. gut bezeugt und pflegte im 14. Jahrhundert v. Chr., als es zeitweise – während einer Schwächeperiode des Hethiterreichs – zur Führungsmacht in Kleinasien aufgestiegen war, diplomatische Kontakte unter anderem zu Ägypten, wovon einige Amarna-Briefe zeugen. Gegen Ende des 14. Jahrhunderts v. Chr. wurde es von Šuppiluliuma I. und Muršili II. nach und nach erobert. Das ehemalige Arzawareich wurde anschließend in Kleinstaaten aufgeteilt, in denen Vasallenkönige eingesetzt wurden. Arzawa erscheint nach dieser Eroberung nicht mehr als eigenständiges Reich in den Quellen, nur noch als Gesamtbezeichnung seiner Nachfolgestaaten. Zu diesen Vasallenstaaten gehörten Mira-Kuwaliya (sehr wahrscheinlich das Kerngebiet des ehemaligen Arzawareich umfassend), das Šeḫa-Flussland, nördlich von Mira gelegen, und Appawiya sowie Ḫapalla. Nachdem durch die Auswertung der genannten Inschriften und des Staatsvertrags die Lage von Tarḫuntašša im Süden und Lukka im Südwesten Kleinasiens als gesichert gilt, bleibt für die Lokalisierung von Arzawa bzw. dessen Nachfolgestaaten nur der Westen Anatoliens (als nördliche Nachbarn der Hethiter sind die Kaškäer, im Nordosten und Osten die Länder Azzi-Ḫajaša und Išuwa sicher bezeugt).
Die Lage Miras lässt sich durch verschiedene Quellen einigermaßen fassen. So ist nach der Zerschlagung Arzawas Oinoanda (vgl. die oben erwähnte Gleichung mit Wiyanawanda) als Grenzstadt Miras belegt, und das schon im 14. Jahrhundert v. Chr. Eine Inschrift im Latmos lässt sich aufgrund der Zeichenformen wohl in die Großreichszeit datieren. Die Inschrift enthält nicht einen fortlaufenden Text, sondern nur einzelne Zeichengruppen. Dabei werden ein „Mann aus Mira“ (VIR REGIO Mi-ra/i-a) und ein „Großprinz Kupaya“ (MAGNUS.REX.FILIUS Ku-pa-ia) erwähnt. Die Identifizierung des Kupaya mit Kupantakurunta von Mira ist möglich, aber nicht gesichert. Ein dritter Fixpunkt ergibt sich durch die Lesung der Karabelinschrift aus der 2. Hälfte des 13. Jahrhunderts v. Chr. durch John David Hawkins, denn der Text erwähnt nach der in der Forschung größtenteils akzeptierten Lesung Hawkins’ einen König Tarkasnawa von Mira. Dass aber Mira schon im 14. Jahrhundert v. Chr. bis an den Karabel reichte, ist durch hethitische Quellen nicht belegt.
Nördlich, westlich oder nordwestlich an Mira schloss sich wahrscheinlich das Šeḫa-Flussland an. Aufgrund des Namens schloss die Forschung, das Šeḫa-Flussland gehöre zu einem der großen Flusssysteme des Westens: Dem großen Mäander (modern: Büyük Menderes), dem Hermos (Gediz Nehri) oder auch dem Kaïkos (Bakırçay), wobei eine Verortung Šeḫas im Hermostal angenommen wird. Das Gebiet südlich davon dürfte ursprünglich zum Arzawa-Kerngebiet gehört haben. Diese Annahme legt nahe, dass die Hauptstadt von Arzawa Apaša mit Ephesos übereinstimmt.
Es ist nicht bekannt, inwieweit das Gebiet Šeḫa nach der Zerschlagung Arzawas in den Süden reichte. Es ist gut möglich, dass Mira zunächst von der Neuordnung im Westen profitierte. Das heißt aber nicht, dass das Kernland des ehemaligen Arzawareichs zwingend vollständig Mira einverleibt wurde und es schließt auch nicht aus, dass später (im 13. Jahrhundert v. Chr.) weitere Verschiebungen der Grenzen stattfanden.
Aufgrund der Flucht des Mašḫuiluwa, eines Herrschers von Mira im späten 14. Jahrhunderts v. Chr., ins Land Maša ist eine Nähe Miras zu Maša möglich. Ähnliches gilt für die Flucht des Manapa-Tarḫunta von Šeḫa nach Karkiša, das auf eine Nähe von Karkiša zum Šeḫa-Flussland hindeuten könnte.
Für Šeḫa lässt sich weiter ein Interesse für Vorgänge auf Lazpa (mit hoher Wahrscheinlichkeit die Insel Lesbos) feststellen, so dass eine Nähe zu Wilusa ebenfalls möglich ist. Dies muss aber nicht zwingend implizieren, dass Šeḫa auch das Kaïkostal umfasste, wie hin und wieder gesagt wird. Für Šeḫa wie möglicherweise auch für Mira lässt sich schließlich eine Nähe, vielleicht sogar Nachbarschaft zu Wiluša feststellen.